# 성거읍
성거읍(聖居邑)은 충청남도 천안시 서북구에 위치한 읍이며, 읍의 서부에 위치한 신월리에 서북구청이 있다.

## 연혁
- 조선 시대: 직산군 이남면
- 1914년 4월 1일 : 천안군 성거면
- 1963년 1월 1일 : 천원군 성거면
- 1985년 10월 1일 : 읍 승격
- 1995년 5월 10일 : 천안시 성거읍 (천안시, 천안군 통합)
- 2008년 6월 23일 : 천안시 서북구 성거읍

## 법정리
- 신월리 (新月里) 1~6리

철도와 도로교통이 발달함에 따라 직산사거리와 직산읍행정복지센터를 중심으로 삼은리와 함께 시가지가 형성되어 직산 시가지의 일부를 이루는 지역이다. 서북구청이 위치해있으며, 직산역 동쪽으로 택지지구 개발이 진행 중이다.
- 소우리(所牛里) 1~2리  , 1914년 행정구역 통폐합할 때 소조리 명우리를 병합하여 소조리의 소자와 명우리의 우자를 따서 소우리라 했다.

마라토너 이봉주의 출생지이다.
- 송남리(松南里) 1~5리
- 정촌리(貞村里)
- 모전리 (茅田里) 1~2리
- 문덕리 (文德里) 1~3리
- 석교리 (石橋里) 1~3리
- 요방리(料芳里) 1~4리
- 저리 (苧里) 1~5리: 성거읍의 중심지로, 성거읍행정복지센터가 위치하고 있다.
- 삼곡리 (三谷里)
- 오목리 (五木里) 1~2리
- 오색당리(五色堂里)
- 천흥리(天興里) 1~6리

## 공공기관
- 서북구청 (신월리 343-1/봉주로75)
- 천안서북경찰서 성거파출소 (천흥리 430-3/성거길85)
- 천안소방서 성거119안전센터 (천흥리 315-7/천흥8길11)
- 성거우체국 (송남리 16-1/성거길73)
- 성거읍행정복지센터 (저리 57-26/봉주로469)
- 성거보건지소 (저리 57-26/봉주로469)
- 국립망향의동산 (요방리 산 6/요방리 60)
- 천안외국인교도소, 천안개방교도소, 천안소년교도소
- 시립 성거도서관 (천흥리 434/천흥3길 3)

## 교육
- 성거초등학교
- 소망초등학교
- 충남예술고등학교
- 천안인애학교

## 아파트
| 단지명          | 건설사     | 시행사     | 주소                         | 입주        | 비고 |
| --------------- | ---------- | ---------- | ---------------------------- | ----------- | ---- |
| 성거 벽산       | 벽산건설   | 벽산건설   | 성거읍 봉주로 107-6 (신월리) | 1998년 12월 |      |
| 성거 삼환나우빌 | 삼환기업㈜ | 코스미온㈜ | 성거읍 봉주로 120 (신월리)   | 2005년 11월 |      |

## 문화·체육

### 국보
- 천흥사 동종 (국보 제280호) :(現)국립중앙박물관

### 보물
- 천흥사지 당간지주 (보물 제99호) : 천흥리 234번지
- 천흥사지 오층석탑 (보물 제354호) : 천흥리 천흥리 190번지